# Michaelis-Raute

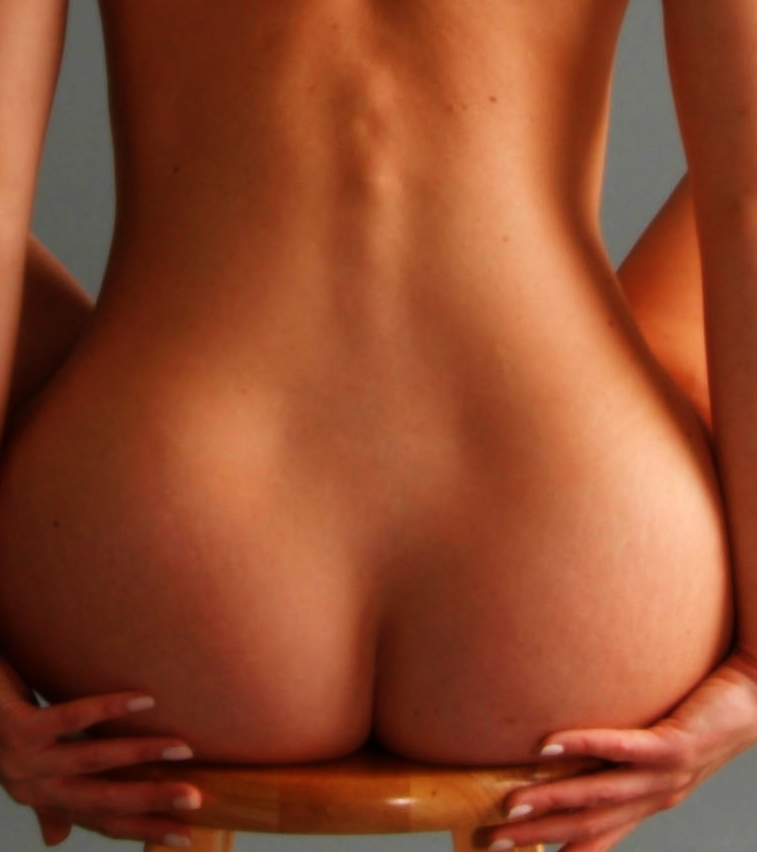
Senke der Michaelis-Raute

Die Michaelis-Raute, auch Michaelis’sche Raute oder Lendenraute genannt, ist eine rautenförmige Figur des Oberflächenreliefs am unteren Rücken. Sie ist nach dem Gynäkologen Gustav Adolph Michaelis (1798–1848) benannt.
Die untere Hälfte der Michaelis-Raute entspricht dem Sakraldreieck (Trigonum sacrale).

## Anatomie

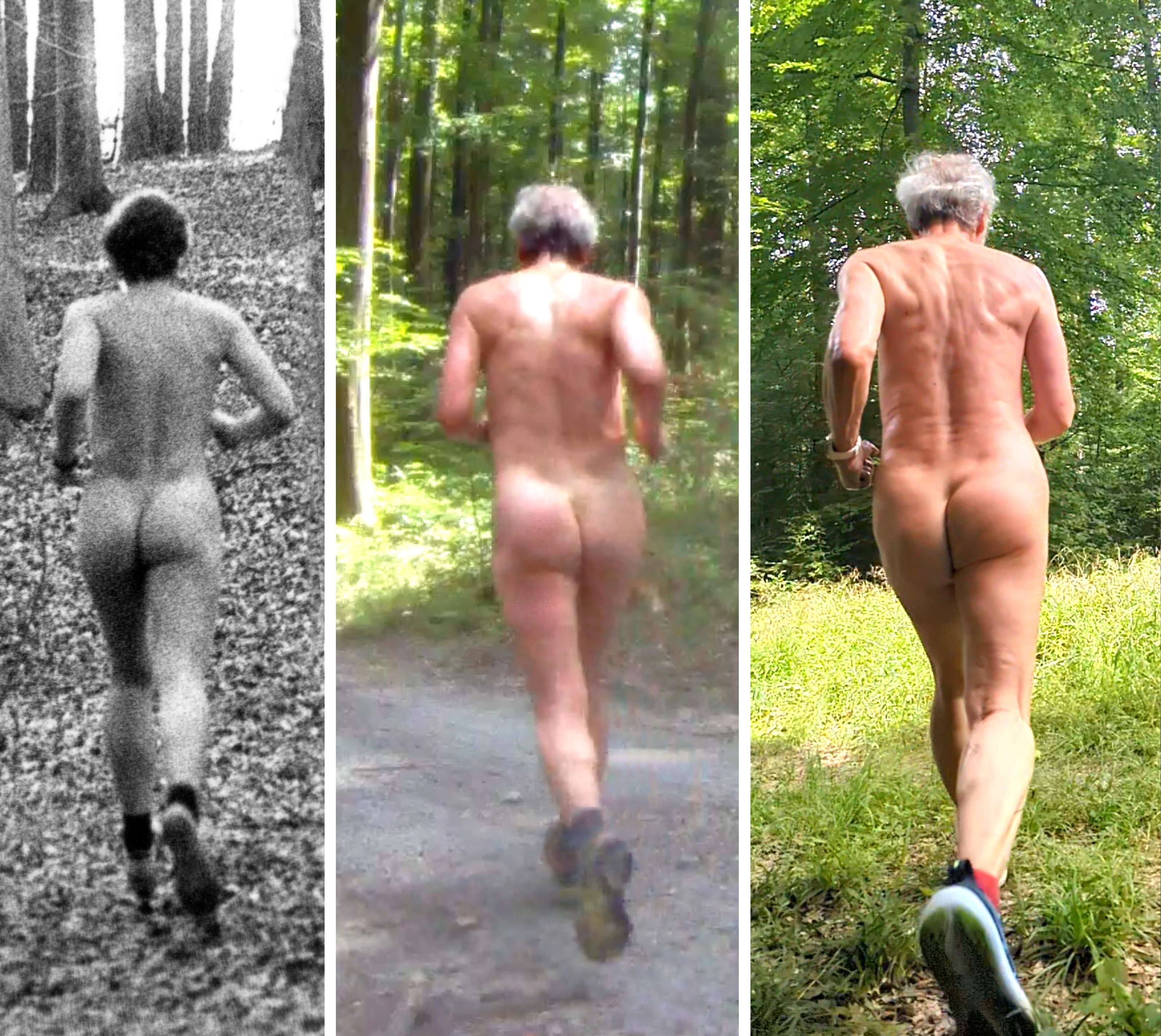
Michaelis-Raute in verschiedenen Altersstufen

Das einem Rhombus ähnliche Viereck wird durch vier Eckpunkte bestimmt, die jeweils anatomisch definierten, im Oberflächenrelief ausgeprägten oder durch die Haut tastbaren Stellen unterliegender knöcherner Strukturen von Wirbelsäule und Becken entsprechen:
- Oben: dritter oder vierter Lendenwirbeldorn (Processus spinosi ossa vertebralia lumbalia III/IV),
- Unten: die letzten Steißbeinwirbel (Vertebrae coccygeae III/IV), die das obere Ende der Analrinne (Crena interglutealis) markieren,
- Links und rechts: beidseits hintere obere Beckendornen (Spinae iliacae posteriores superiores), über denen sich Lendengrübchen (Fossae lumbales laterales) befinden können.

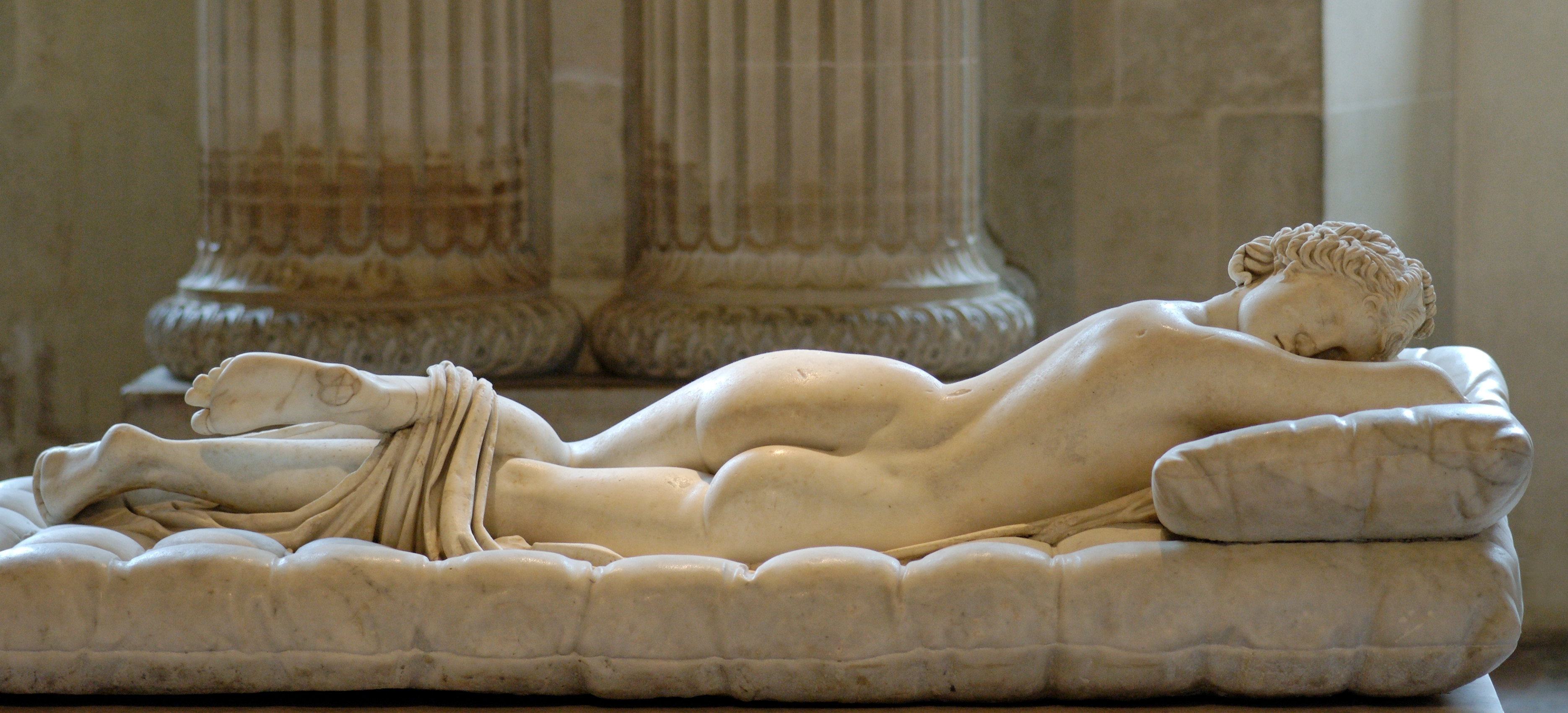
Schlafender Hermaphrodit

Bei normalem Aufbau des Beckens gleicht die Michaelis-Raute einer von zwei annähernd gleichschenkligen Dreiecken gebildeten Figur und ähnelt einem auf die Spitze gestellten Quadrat. Anhand der Abweichungen von dieser Form lassen sich Fehlstellungen des Beckens erkennen, die beispielsweise in der Geburtshilfe von Bedeutung sind. Bei einem durch Rachitis stark verformten Becken liegt der obere Eckpunkt tiefer und fast auf der Linie zwischen den beiden seitlichen Eckpunkten. Die Lendengrübchen bezeichnet man umgangssprachlich oft als Venusgrübchen. Sie werden damit sprachlich der weiblichen Anatomie zugeordnet. Tatsächlich findet man Lendengrübchen bei Frauen wie bei Männern jeden Alters. Sie gelten als Schönheitsmerkmal, Ausdruck eines definierten Körpers und auch als Ausprägung sexueller Attraktivität. Sie sind jedoch weitgehend genetisch vorgegeben und lassen sich nur in Grenzen verändern. Eine Studie der American Exercise Council soll gezeigt haben, dass durchschnittlich 22 Prozent Körperfett bei Frauen und 32 Prozent Körperfett bei Männern die Sichtbarkeit dieser Grübchen verbessert. Weitergehende Untersuchungen haben gezeigt, dass die Lendengrübchen sich auf die Anatomie der Wirbelsäulen-Becken-Verbindung auswirken. Man fand jedoch keinen statistisch signifikanten Zusammenhang zwischen Kreuzschmerzen und dem Vorhandensein dieser Grübchen.

## Erotik

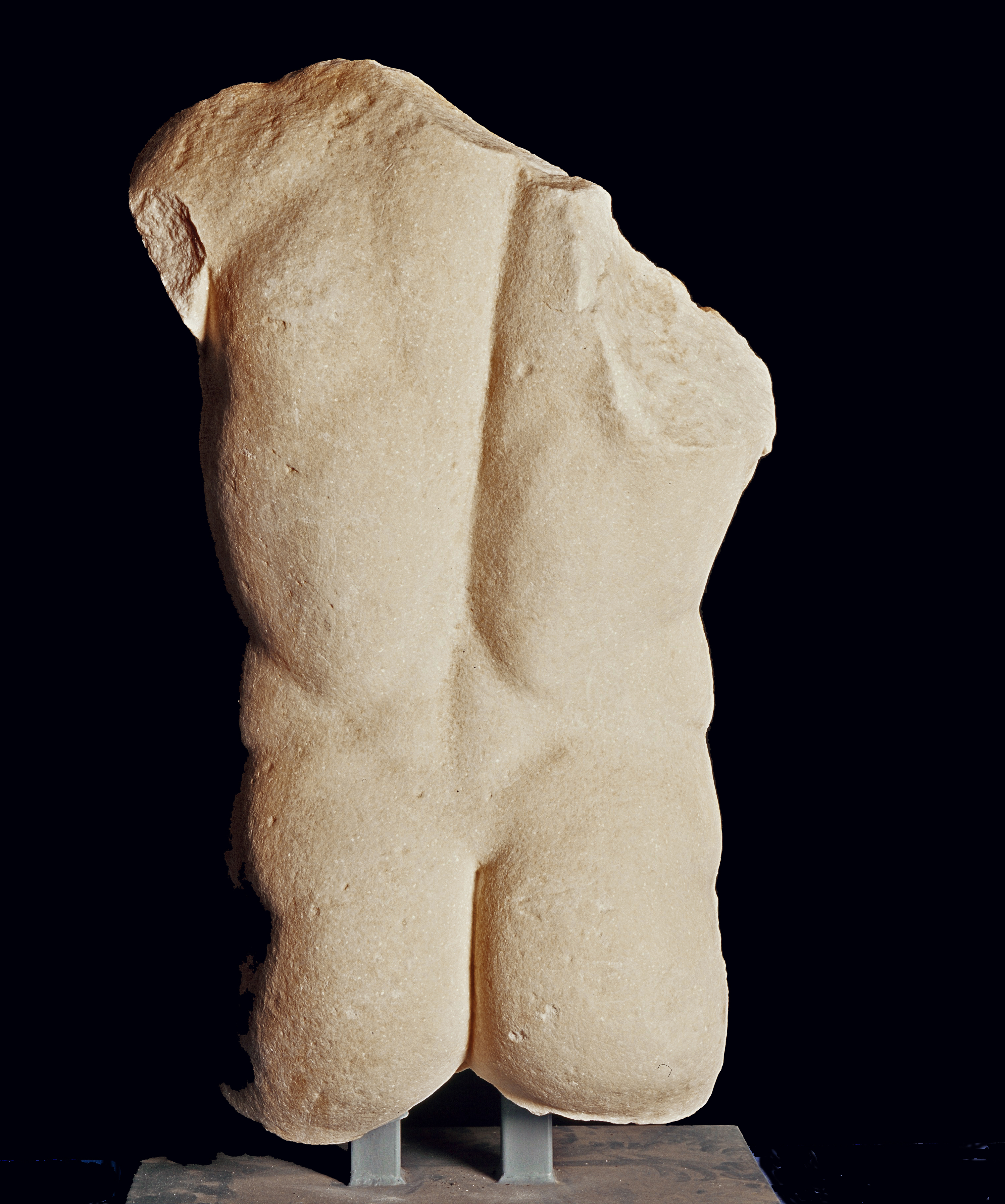
Fragment einer antiken Statue

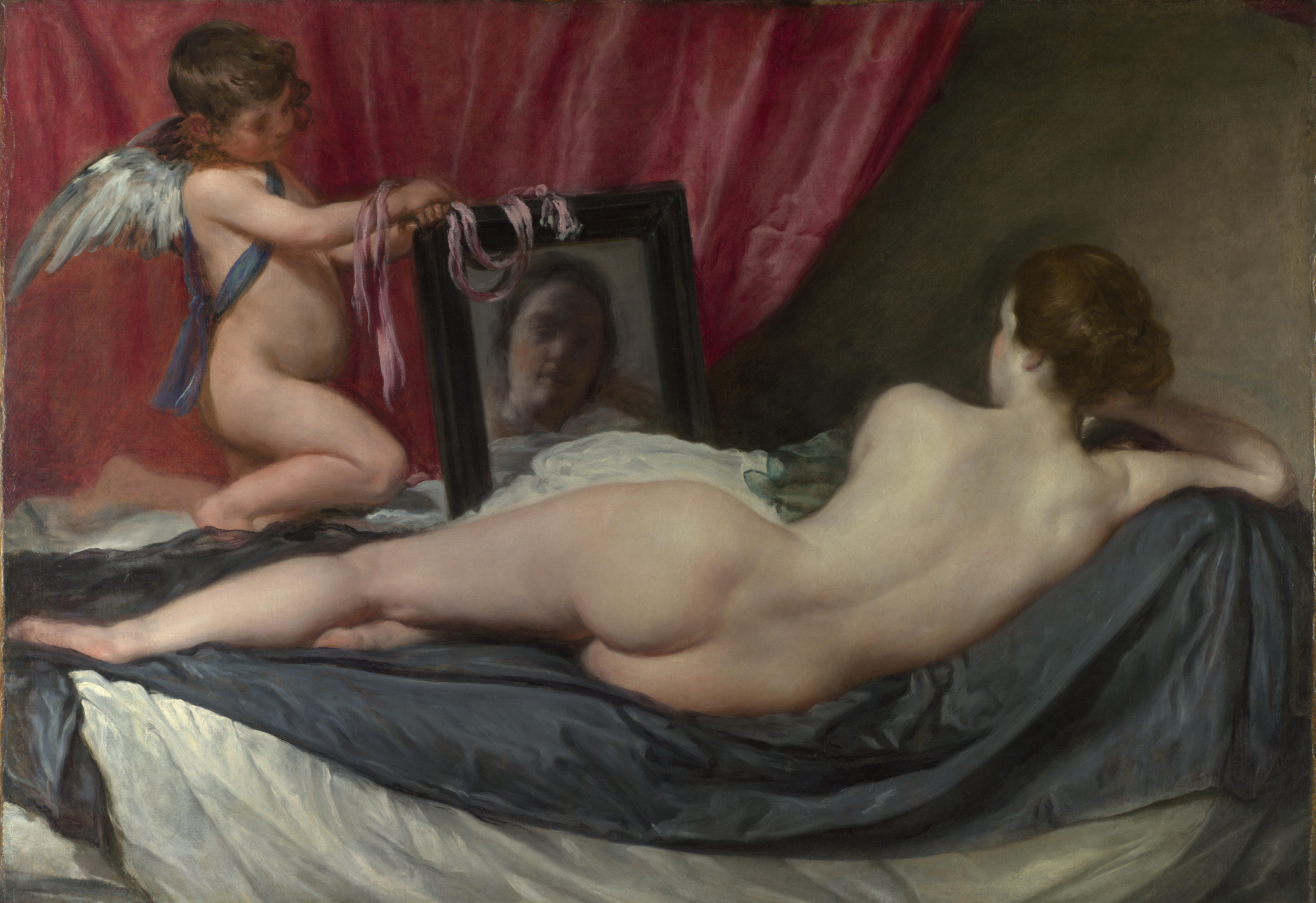
Venus vor dem Spiegel (Diego Velázquez, 1647–1651)

Schon in der Antike wird bei Darstellungen des menschlichen Rückens die rautenförmige Senke am unteren Rücken hervorgehoben. Als vertiefte Stelle oberhalb des Gesäßes, die dessen Rundungen betont, gilt sie gelegentlich als erotisches Pendant zum Dekolleté oberhalb des Busens. Nicht zuletzt aus diesem Grund schmücken manche Personen diesen Bereich beispielsweise mit Tätowierungen wie dem sogenannten „Arschgeweih“.